# Riflessioni sulle cause della libertà e dell'oppressione sociale
Riflessioni sulle cause della libertà e dell'oppressione sociale è un saggio scritto dalla filosofa Simone Weil nel 1934, all'età di venticinque anni.

Si tratta di una serie di considerazioni sui meccanismi che determinano la nascita di una società oppressiva, e sul modello di un'eventuale forma organizzativa libera dall'oppressione, ancorché la storia non ne abbia fino ad oggi fornito alcun esempio concreto.
Nell'incipit si spiega come il termine rivoluzione sia un concetto privo di vero significato: ognuno lo intende a suo modo.

## Critica del marxismo
La nostra civiltà è fondata sulla specializzazione: coloro che eseguono sono asserviti a coloro che coordinano. In questo senso non c'è differenza tra paesi capitalisti e socialismo reale.
Karl Marx poteva credere nello sviluppo di una vera democrazia perché credeva nella possibilità di uno sviluppo illimitato delle forze produttive.
Già ai tempi di Simone Weil, secondo il marxismo, la tecnica aveva raggiunto un tale progresso per cui la società - se liberata dal capitalismo – avrebbe permesso di eliminare la degradante specializzazione stabilita dal capitalismo.
Marx – a ben guardare – è dogmatico in vari punti. 

Non spiega mai perché le forze produttive dovrebbero sempre accrescersi.
In tutto ciò fa come Lamarck, che riteneva che gli esseri viventi inspiegabilmente tendessero all'adattamento.
Altro dogma marxiano: nel conflitto tra istituzioni sociali e forze produttive “devono” prevalere queste ultime.
Tutto ciò non è scientifico. Come Hegel credeva che lo spirito fosse il motore della storia, così per Marx tale motore è la materia. Entrambi i “motori” tendono alla perfezione. In pratica Marx finisce per condividere con i capitalisti una medesima religione delle forze produttive. Inoltre l'evoluzione della storia di Marx ha un'evidente radice provvidenziale: il progresso storico è guidato da una sorta di Provvidenza “materialista”, della quale gli uomini sono un semplice strumento. 
Marx, tuttavia, ha avuto una intuizione che nessun critico ha adeguatamente sviluppato, Weil si riferisce ad essa come ancora "vergine" e da esplorare: il materialismo quale metodo di conoscenza ed azione. Nella società come nella natura tutto si svolge mediante trasformazioni materiali. Migliorare l'organizzazione sociale presuppone lo studio profondo del modo di produrre: cosa ci si può attendere dal punto di vista del rendimento; quali forme di organizzazione sono compatibili; come può essere trasformato.
Prima questione: il rendimento del lavoro.
È proprio vero che la tecnica odierna, equamente amministrata, permetterebbe a tutti quel benessere che garantirebbe uno sviluppo individuale non più ostacolato dalle condizioni del lavoro? Simone Weil nega questo assunto, ed al contrario afferma che la soppressione della proprietà privata non determinerebbe da sola la fine dell'oppressione.
Si potrebbe almeno sperare – come fanno allo stesso modo capitalisti e socialisti – che la tecnica possa svilupparsi illimitatamente, determinando una crescita illimitata del rendimento del lavoro? Innanzitutto una tale speranza è infondata, evidentemente, con riferimento allo sfruttamento delle fonti naturali di energia. Non vi è motivo di sperare che in futuro venga scoperta un'energia da sfruttare universalmente e senza sforzo. 
Analogo discorso per la razionalizzazione del lavoro. Per Simone Weil, con riferimento al coordinamento degli sforzi simultanei si è raggiunto il limite oltre il quale tentare un'ulteriore razionalizzazione comporterebbe risultati controproducenti. Venendo al coordinamento degli sforzi nel tempo (i.e. successivi, non contemporanei), Marx ha parlato di sostituzione del lavoro morto al lavoro vivo. È una formula illusoria, suggerisce l'idea che l'evoluzione arrivi ad un punto in cui “tutti i lavori da fare sarebbero già fatti”. In pratica, utilizzando le proprietà della materia naturale (resistenza, solidità, durezza) si dovrebbe arrivare all'abolizione della fatica che affligge l'uomo da sempre.
È il principio del “macchinismo” (esempio il cartone – riproducente il disegno da realizzare – che consente al tessitore di adattare più agevolmente tutti i vari fili alla trama da ottenere, dal telaio alla stoffa). Una fase più avanzata di ciò è la “tecnica automatica”, consistente nell'affidare alla macchina insiemi di operazioni diverse. Per Simone Weil il limite insormontabile per questa chimera (il robot che lavora in vece dell'uomo) sta tutto nell'elemento imprevisto che inesorabilmente accompagna l'esperienza esistenziale umana (di fronte a ciò, non vi sarà mai un adattamento dell'automatismo realmente efficace). In ogni caso, non solo l'evoluzione dell'automatismo all'infinito è un'utopia, ma è evidente che più il livello della tecnica è elevato, più i vantaggi che nuovi progressi possono arrecare diminuiscono rispetto agli inconvenienti.
Simone Weil paragona il folle mito del progresso infinito nel rendimento del lavoro alla (vana) ricerca della “macchina del moto perpetuo”, quella in grado di produrre lavoro indefinitamente senza consumarne mai (ciò contrasta con i principi della fisica classica e col buonsenso).
Eppure, in nome di una tale fantasia hanno sacrificato la vita i rivoluzionari, ad esempio in Russia. Il rovesciamento del regime precedente non ha (mai) portato al potere i lavoratori. Il tradimento delle attese rivoluzionarie è inevitabile: ben presto si scopre che la rivoluzione è solo un mito, perché ciascuno la intende a proprio modo. 
Tuttavia gli ideali – anche se irrealizzabili – non sono del tutto inutili: indicano il limite teorico delle trasformazioni sociali realizzabili.
La rivoluzione ha il fine di abolire l'oppressione sociale? Allora distinguiamo questa nozione da quella di “ordine sociale” (cui deve sottomettersi il puro capriccio dell'individuo). Le regole della convivenza non sono per forza oppressive.
L'oppressione
- si fonda sulla netta distinzione tra oppressori ed oppressi;
- pone gli oppressi in balia degli oppressori, che arrivano all'annientamento fisico e morale dei sottomessi.

Marx ha mostrato che la produzione capitalistica determina oppressione, ma sembra fiducioso nel fatto che il progresso tecnico (illimitato) arrivi un giorno ad eliminare l'oppressione. Su ciò si impernia la successiva riflessione
della Weil.

## Analisi dell'oppressione
Marx, constatato il fallimento di ogni precedente rivoluzione, teorizza che l'oppressione sia funzionale ad esigenze sociali in evoluzione: per ciò stesso l'oppressione sarebbe destinata a sparire quando, avanzato quanto serve il progresso, tali esigenze sarebbero a loro volta cessate.
Simone Weil non concorda – Marx sostiene immotivatamente che la divisione del lavoro si tramuti per forza in oppressione.
Altro dogma: l'oppressione è invincibile (dalle rivoluzioni) finché è utile.
Alla fine, Marx si è limitato a sostenere che l'oppressione corrisponde ad una funzione nella lotta contro la natura. Involontariamente, ha applicato il principio (erroneo) di Lamarck secondo il quale “la funzione crea l'organo”. La conseguenza, curiosamente metafisica, è che l'adattamento seguirebbe una necessità esterna e non interna.
Per la Weil invece – e più coerentemente col dichiarato materialismo marxista – sarebbe conveniente un approccio darwiniano. In altre parole: la somma di tutti i vari sforzi individuali determina mutamenti sociali casuali. Ma tali mutamenti possono però sperare di sopravvivere solo se conformi alle condizioni di esistenza (ed in ciò quindi si è affermata la necessità oggettiva, interna, dell'evoluzione sociale).
La buona volontà illuminata degli uomini che agiscono in quanto individui è l'unico principio possibile del progresso sociale; bisogna tuttavia orientare questa buona volontà nel campo delle trasformazioni concretamente praticabili (il resto è pura velleità). 
Ecco il ruolo – cui accennammo in nota – dell'ideale come limite: definire le condizioni oggettive che consentirebbero un'organizzazione sociale senza oppressione; studiare la strada concreta per avvicinarsi ad un tale “sogno”. Questo farebbe della politica una sorta di lavoro, laddove, sin qui, è troppo assomigliata al gioco o alla magia.
Ogni esperienza storica di organizzazione sociale è stata connotata dall'oppressione.
Di converso, l'uomo è privo di oppressione solo quando viva in modo del tutto primordiale e solitario la propria lotta per la sopravvivenza, avendo quale unica, essenziale, controparte dialettica la natura. In compenso, è del tutto assoggettato a quest'ultima, e la divinizza. A mano a mano che l'umanità si sviluppa, si affranca progressivamente da quel vincolo di soggezione. Ma contemporaneamente, con una sorta di proporzionalità inversa, la signoria della natura sull'uomo è prontamente sostituita da quella dell'uomo stesso sui propri simili. È però sempre la pressione della natura che continua a farsi – indirettamente – sentire: l'oppressione si esercita mediante la forza, ed ogni forza trae origine dalla natura.
La forza non è sempre oppressione, ma se e quando lo è, ciò dipende da condizioni oggettive ed intrinseche.
Innanzitutto dipende dall'esistenza “naturale” di privilegi.
Essi nascono quasi subito: ad esempio, quando i riti religiosi, con cui l'uomo crede di conciliarsi la natura, diventano troppo numerosi e complessi, appare la figura specialistica del sacerdote, che da quel momento esercita sugli altri uno specifico monopolio (poco importa se illusorio o reale).
Qualcosa del genere avviene, in fondo, per gli scienziati, i guerrieri, i mercanti.
Ma il privilegio non basta a creare l'oppressione.
Bisogna considerare la lotta per la potenza. Essa, innanzitutto, asservisce allo stesso modo chi comanda e chi obbedisce.
È poi un circolo vizioso: il potente è tale perché possiede la potenza. Deve quindi costantemente adoperarsi per conservarla, e possibilmente accrescerla.
Per fare ciò, il potente dev'essere aggressivo ed oppressore – in misura via via crescente – tanto verso i rivali esterni, quanto verso i propri subordinati.
Da questa spirale si potrebbe uscire o eliminando l'ineguaglianza, o instaurando un potere stabile ed equilibrato su chi comanda e su chi obbedisce. La seconda ipotesi è quella generalmente sostenuta dai conservatori di buona fede: ma, secondo Simone Weil questo ideale è utopico quanto quello anarchico.
Ad ogni modo, il desiderio di potenza è – a rigore – totalmente illusorio: poiché ogni vittoria reca il germe di una futura disfatta, per paradosso avrei la vittoria definitiva solo sterminando quei nemici, sui quali vorrei esercitare un dominio, evidentemente reso impossibile dall'estinzione degli (ipotetici) dominati. D'altra parte, gli strumenti del potere (armi, denaro, attrezzature, riti magici…) sono sempre qualcosa di esterno al potere, per cui qualcun altro se ne potrebbe impadronire. 
Ecco perché ogni potere è, per definizione, instabile.
In ambito sociale, questa considerazione determina esiti tragici.
Poiché – come abbiamo visto – non c'è mai vero potere, ma solo un'insensata corsa al potere, tale attività è necessariamente senza termine, limite o misura. Nessun orrore o sproposito è escluso a priori. I capitalisti, pur di conservare i propri privilegi, mandano di buon grado i loro figli a morire in guerra.
Ecco perché la ricerca del potere rende tutti schiavi allo stesso modo, neppure il padrone è realmente salvo. Ancora più drammatico è constatare che queste riflessioni non valgono solo per i regimi capitalistici, ma per ogni forma di organizzazione sociale di cui si abbia storica esperienza.
Simone Weil usa il termine “vertigine”: come in ogni grande racconto epico, il protagonista vero è l'imperio della guerra sui guerrieri (e di riflesso su ogni uomo).
Tutto viene sacrificato, nessuno sa dire perché.
Si delinea con chiarezza il male essenziale dell'umanità: la sostituzione dei mezzi ai fini.
Poco importa che ciò si manifesti come guerra, ricchezza, o produzione: il principio è lo stesso. Cos'è il potere, in fin dei conti? Solo un mezzo con cui si cerca di aumentare la forza “naturale” di un individuo (così esigua, se ci pensiamo). Ma l'uomo costantemente si pone come scopo supremo della vita la ricerca del potere, che in realtà è solo – ripetiamo – un mezzo.
Da ciò tutte le crudeli follie che funestano la storia.
Essa viene a coincidere con la storia dell'asservimento, che fa degli uomini, oppressi ed oppressori, il puro zimbello degli strumenti di dominio che essi stessi hanno fabbricato: l'umanità si degrada quindi fino ad essere “cosa” fra le cose inerti.
Non vi è, peraltro, via d'uscita. Se pure gli oppressi prendessero coscienza della loro condizione, e – ribellandosi – sopprimessero le fonti dell'oppressione (i vari monopoli, come sopra descritti), verrebbero subito sottomessi da qualche raggruppamento sociale che non ha operato tale trasformazione.
Se poi, ancora, questo non succedesse (immaginiamo una popolazione del tutto isolata), i nostri rivoluzionari morrebbero di stenti, poiché certo non possiedono più quelle conoscenze che permettono di vivere in un primitivo stato di natura.
Fortunatamente lo sviluppo dell'oppressione è limitato – almeno – dalla natura delle cose. È importante rilevare che, se l'oppressione è una necessità della vita sociale, non per questo ha carattere provvidenziale.
Non è vero che l'oppressione finirà quando sarà divenuta nociva alla produzione, o per la “rivolta delle forze produttive” vagheggiata da Lev Trockij. È utopia anche sperare che lo sviluppo delle forze produttive arrivi un giorno a rendere inutile il lavoro, e con ciò l'oppressione. O almeno, questo è in ogni caso incompatibile con quella lotta per il potere già descritta.
Poiché la società è divisa in uomini che ordinano, e uomini che eseguono, tutta la vita sociale è governata dalla lotta per il potere, e la lotta per la sussistenza interviene solo come un fattore della prima, anche se indispensabile.

### Le necessità del potere
Di conseguenza, occorre stendere una lista delle necessità essenziali ad ogni specie di potere.
- Ogni potere si sostiene con mezzi che hanno in ogni situazione una portata determinata.
- Poiché il potere di ciascuno è delimitato dalla sfera di effettivo controllo da parte sua, il potere urta di continuo contro i propri (angusti) limiti di controllo.
- Il potere ha come condizione un'eccedenza abbastanza considerevole nella produzione di mezzi di sussistenza (serve a nutrire chi si dedica a tempo pieno alla corsa al potere)[3].

Si rammenti poi che chi partecipa alla ricerca del potere (in qualunque ruolo) non ne ha consapevolezza. I potenti credono sempre di comandare per diritto divino; i sottomessi percepiscono l'oppressione come la manifestazione di un'entità soprannaturale. Vi è una religione del potere, tale per cui il potente ordina al di là di dove può: tale religione viene meno momentaneamente solo nei brevi istanti delle rivolte.
Uno studio scientifico della storia dovrebbe cominciare con l'analizzare le reazioni esercitate a ogni istante dal potere sulle condizioni che i propri limiti gli assegnano oggettivamente. Anche se uno studio del genere forse è irrealizzabile, si può comunque dire che ogni potere, benché destinato ad estendere più possibile i rapporti sociali su cui si fonda, incontra ad un certo punto un limite (razionalmente) insormontabile a detta espansione. Tuttavia, per quella ben nota corsa costante al potere, esso non si arresterà, andrà cioè oltre il proprio limite oggettivo (e pratico): perciò ogni regime oppressivo porta in sé come un germe di morte, la contraddizione che lo condannerà. La contraddizione sta nell'opposizione tra carattere necessariamente limitato delle basi materiali del potere, ed il carattere necessariamente illimitato della corsa al potere, in quanto rapporto tra gli uomini.
Qualunque siano le fonti dalle quali gli sfruttatori traggono i beni di cui si appropriano, arriva un momento in cui tale procedimento di sfruttamento, dapprima sempre più produttivo man mano che si estendeva, diventa poi al contrario sempre più costoso. Le apparenti rivoluzioni celebrate dagli storici non sono che la sostituzione di un potere decotto con un altro che ha maturato la forza necessaria per manifestarsi.
In ogni caso, queste trasformazioni appaiono sempre un tetro gioco di forze cieche, in cui l'unica continuità è la costante oppressione degli individui.
Ma occorre ancora chiedersi quale legame sembra unire oppressione sociale e progresso nei rapporti dell'uomo con la natura.
Sembra che l'uomo si affranchi dall'oppressione delle forze naturali soltanto asservendosi proporzionalmente a sé medesimo.
L'uomo primitivo è schiavo in quanto ogni suo gesto è il riflesso di una precisa necessità naturale.
Guardando l'uomo moderno sotto il profilo collettivo, egli sembra quasi totalmente libero dalla soggezione del primitivo. Ma se esaminiamo la cosa sul piano individuale, scopriamo che il singolo è sempre schiavo, in particolare nel lavoro. Gli uomini non hanno mai smesso di essere spinti al lavoro da una forza esterna e sotto minaccia di morte quasi immediata. Nulla in sostanza è mutato: semplicemente la potenza non risiede più nella materia inerte, ma nella società che il soggetto stesso forma con i suoi simili.
Il cerchio si chiude anche misticamente: se prima era oggetto di adorazione la natura, oggi si venera la società.
Perché abbiamo pagato così caro il dominio sulla natura?
Quale potrebbe essere la condizione di minor asservimento possibile?
In che modo, per quali vie, raggiungere tale risultato?
A noi pare che il progresso sia sempre una fortuna, ma bisognerebbe riflettere sui costi che ciascun progresso presenta. Sappiamo bene qual è la condizione “necessitata” dell'uomo primitivo.
Appena inizia il progresso, tutto diventa miracoloso: il comportamento umano appare sempre più svincolato dal pungolo naturale della necessità.
Impariamo a dominare la natura, ma a prezzo di una divaricazione tra pensiero ed azione.
Ancora più minaccioso è il coordinamento dei lavori. Consente alla collettività il raggiungimento di obiettivi largamente impossibili ai singoli. Ma consiste nel dividere gli uomini in due categorie: chi comanda e chi obbedisce. Un'organizzazione oppressiva è efficacissima nello spingere gli uomini oltre i limiti delle loro forze. L'umanità si ritrova così ad essere lo zimbello delle forze della natura, nella nuova forma che il progresso ha dato loro, e più di quanto non lo fosse nella preistoria.

## Il panorama storico dell'epoca
Simone Weil analizza con grande lucidità il tragico quadro storico dei suoi giorni, e con assoluta, convincente chiarezza spiega le ragioni per cui il singolo non ha alcun modo di sottrarsi alla “vertigine” di distruzione, alla follia totalitaria, all'autodistruzione bellica che da lì a poco avrebbe inghiottito tutto e tutti, tanto inesorabile quanto immotivata.

## Considerazioni conclusive
L'autrice non era certo tipo da rassegnarsi al trionfare di principi che profondamente avversava, e lo testimoniò – in primo luogo – con la sua combattiva, benché piuttosto breve, vita.
Nella parte finale del libro, non manca di esporre l'”utopia” (intesa come limite cui far tendere l'azione quotidiana) da lei propugnata, che consiste soprattutto in un mutamento culturale, nella ritrovata convergenza tra acquisizioni scientifiche (che dovrebbero abbandonare ogni astratto simbolismo per rendersi comprensibili al più umile lavoratore) e lavoro manuale (di cui sorprendentemente Simone Weil afferma il primato su ogni altra attività umana: dovrebbe però arrivare il giorno in cui fosse impossibile lavorare manualmente senza avere la piena conoscenza dei procedimenti scientifici applicati).
In questa fine dell'incomunicabilità tra pensiero ed azione, si fonda la premessa per eliminare una netta contrapposizione (nell'ambito di un coordinamento sociale che pur sempre esisterà) tra la “classe” di chi comanda e quella di chi esegue, poiché in entrambe ci sarà totale comprensione dell'altro ruolo.
Da ciò, e soltanto da ciò, è lecito sperare che provenga l'abolizione dell'oppressione.

## Edizioni
- Simone Weil, Riflessioni sulle cause della libertà e dell'oppressione sociale, collana Piccola biblioteca Adelphi, Adelphi, 2003,  p. 158, ISBN 88-459-0549-7.